# براندون یانگ
براندون یانگ (انگلیسی: Brandon Young؛ زادهٔ ۱۶ نوامبر ۱۹۹۱) بازیکن بسکتبال اهل ایالات متحده آمریکا است.